# Alej červených dubů
Alej červených dubů, nazývaná také Alej červených dubů u Šilheřovic nebo Chrámová alej, je významná dubová alej na území vesnice Šilheřovice v okrese Opava v Horním Slezsku. Nachází se v Černém lese v pohoří Opavská pahorkatina v Moravskoslezském kraji a nedaleko česko-polské státní hranice.

## Historie a popis
Alej červených dubů, která má délku 0,6 km, je tvořena z dubů červených (Quercus rubra L.). Byla založena ve 2. polovině 19. století, kdy tehdejší místní velké panství a zámek Šilheřovice vlastnil rod Rothschildů. Duby červené původně pocházejí ze severní Ameriky a v aleji je jich 145. Vzrostlé stromy svými větvemi vytvářejí klenbu nad silnicí, což připomíná klenbu v chrámech, a proto je také nazývaná Chrámovou alejí. Patří mezi nejstarší aleje v regionu. Souvisí s tehdejším zvykem vysazování stromořadí podél cest. Alej červených dubů je také známá z českého filmu Tmavomodrý svět od Jana Svěráka z roku 2001. Alej byla také v anketě soutěže Alej roku 2021, kterou pořádá spolek Arnika a kde se umístila na 5. místě.

## Další informace
Alej je celoročně přístupná a nachází se na odbočce z naučné stezky Šilheřovice nebo na trase označené zelenou barvou. V blízkosti se také nachází Rotschildova alej.